# Nomofylax
Nomofylax (grekiska, "lagväktare", av nomos, lag, och fylax, väktare) var i åtskilliga forngrekiska stater titel på ämbetsmän, som skulle övervaka efterlevnaden av författning och lagar. I Aten skall dessa lagväktare ha varit sju, och deras uppgift var bland annat att övervaka att man i folkförsamlingen iakttog lagarna (en sentida motsvarighet är konstitutionsutskottet i Sveriges riksdag).